# Краматорський м'ясопереробний завод
Краматорський м'ясопереробний завод (КМПЗ) — підприємство м'ясопереробної промисловості України, розташоване у місті Краматорськ.
ТМ М'ясний ряд

## Історія
Завод розпочав роботу у 1950-му році.
Від 1997 року АП “Шахта імені О. Ф. Засядька” інвестувала в оновлення виробництва. До 2008 року КМПЗ активно розвивався на внутрішньому та зовнішньому ринку. У Краматорську було близько 80 точок торгівлі ковбасою, а постачання готової продукції здійснювалися в 60 міст України.
З 2012 року м'ясопереробний завод в Краматорську був законсервований.
В 2019 році КМПЗ став частиною холдингу, який об'єднує птахокомплекси в Олександрівці, Шабельківці, Дмитрівці та Слов'янський м'ясокомбінат.
Розпочалася програма реконструкції виробництва. Планується розширення комплексу і в Олександрівці, де планують вирощувати індиків масою до 18-20 кг. Птах звідти також буде поставлятися на м'ясопереробний завод в Краматорську, де будуть проводитися ковбаси, копченості, тушкованка та інший асортимент.